# Tipula (Eumicrotipula) triemarginata
Tipula (Eumicrotipula) triemarginata is een tweevleugelige uit de familie langpootmuggen (Tipulidae). De soort komt voor in het Neotropisch gebied.